# Неведомка
Неведомка — исчезнувшая деревня в Починковском районе Смоленской области России. 
Располагалась между существующими ныне деревнями  Митюли, Шаталово и Даньково на правом берегу ручья Вепрянка. Эти земли сейчас входят в Шаталовское сельское поселение Починковского района. В 10 км к северо-востоку расположен город Починок.

## История
Деревня отмечена в списке населённых мест Смоленской губернии (данные 1859 года), как деревня Смоленского уезда с 5 дворами и 49 жителями.
Также она есть на картах Генерального Штаба Красной Армии, данные для которых собирались в 1920-х годах.
В 1970-х же годах и позднее деревни нет ни на картах, ни в справочниках.